# Hospital Batista de Hong Kong
O Hospital Batista de Hong Kong (em inglês:  Hong Kong Baptist Hospital) é um hospital batista localizado em Kowloon, Hong Kong. É filiado à Convenção Batista de Hong Kong.

## História
O hospital começou como um ambulatório fundado pela Convenção Batista de Hong Kong em 1956 e evoluiu para um hospital geral em 1963.  Em 1983, abriu uma escola de enfermagem. Em 2020, inaugurou o centro médico ambulatório. Em 2021, recebeu dois prêmios Healthcare Asia para Iniciativa de Gestão da Covid do Ano e Hospital do Ano.  Em 2023, recebeu o Prêmio HMA na categoria “desenvolvimento de talentos”».  Em 2024, anunciou um projeto de expansão para multiplicar sua superfície por 1,65.  Em 2024, contava com 860 leitos. 